# كارلوس فيلاسكو كاربايو
كارلوس فيلاسكو كاربايو (بالإسبانية: Carlos Velasco Carballo)‏ (مواليد 16 مارس 1971 في مدريد) هو حكم كرة قدم إسباني. أدار مباراة نهائي دوري أوروبا 2011 في دبلن بين فريقي بورتو وبراغا. وقاد أيضاً مباراة افتتاح اليورو في 8 يونيو 2012 بين بولندا واليونان والتي انتهت بالتعادل الإيجابي 1–1 وهو أيضًَا من أدار مباراة السوبر المصري لعام 2015 التي كانت بين الاهلي والزمالك والتي انتهت بفوز النادي الاهلي 3-2.

## روابط خارجية
- كارلوس فيلاسكو كاربايو على موقع Soccerway.com (الإنجليزية)